# Championnats du monde de patinage de vitesse sur piste courte 2002
Les Championnats du monde de patinage de vitesse sur piste courte 2002 se tiennent du 5 au 7 avril à Montréal au Canada. Ces championnats du monde sont marqués par l'écrasante domination de la Corée du Sud, notamment chez les hommes où le patineur coréen Dong-Sung Kim remporte tous les titres individuels ainsi que le relais.

## Résultats

### Hommes
| Épreuve                       | Or            | Argent             | Bronze      |
| ----------------------------- | ------------- | ------------------ | ----------- |
| 5 avril : 1 500 mètres        | Dong-Sung Kim | Jonathan Guilmette | Rusty Smith |
| 6 avril : 500 mètres          | Dong-Sung Kim | Fabio Carta        | Ron Biondo  |
| 7 avril : 1 000 mètres        | Dong-Sung Kim | Hyun-Soo Ahn       | Éric Bédard |
| 7 avril : 3 000 mètres        | Dong-Sung Kim | Hyun-Soo Ahn       | Fabio Carta |
| 7 avril : 5 000 mètres relais | Corée du Sud  | Canada             | Chine       |
| Classement général            | Dong-Sung Kim | Hyun-Soo Ahn       | Fabio Carta |

### Femmes
| Épreuve                       | Or             | Argent           | Bronze              |
| ----------------------------- | -------------- | ---------------- | ------------------- |
| 5 avril : 1 500 mètres        | Yang Yang (A)  | Gi-Hyun Ko       | Amélie Goulet-Nadon |
| 6 avril : 500 mètres          | Yang Yang (A)  | Evgenia Radanova | Chunlu Wang         |
| 7 avril : 1 000 mètres        | Yang Yang (A)  | Gi-Hyun Ko       | Evgenia Radanova    |
| 7 avril : 3 000 mètres        | Eun-Kyung Choi | Evgenia Radanova | Gi-Hyun Ko          |
| 19 mars : 3 000 mètres relais | Corée du Sud   | Chine            | Canada              |
| Classement général            | Yang Yang (A)  | Gi-Hyun Ko       | Evgenia Radanova    |

## Tableau des médailles
- Nation organisatrice

| Rang | Nation       | Or | Argent | Bronze | Total |
| ---- | ------------ | -- | ------ | ------ | ----- |
| 1    | Corée du Sud | 8  | 6      | 1      | 15    |
| 2    | Chine        | 4  | 1      | 2      | 7     |
| 3    | Bulgarie     | 0  | 2      | 2      | 4     |
| -    | Canada       | 0  | 2      | 2      | 4     |
| 5    | Italie       | 0  | 1      | 2      | 3     |
| 6    | États-Unis   | 0  | 0      | 2      | 2     |